# Diakonat stały w Polsce
Diakonat stały w Polsce – koncepcja diakonatu jako właściwego i trwałego stopnia hierarchicznego w Kościele katolickim, wdrażana w Polsce przez Konferencję Episkopatu Polski i poszczególnych biskupów diecezjalnych w ramach reform Soboru Watykańskiego II.
Zgodnie z teologią katolicką diakonat jest pierwszym z trzech stopni sakramentu święceń (są to kolejno: diakonat, prezbiterat i episkopat). W obrzędzie święceń biskup nakłada na kandydata ręce, ale nie dla kapłaństwa, lecz dla posługi.
Diakonem stałym może zostać nie tylko celibatiarusz, lecz także mężczyzna żonaty. Zgodnie z prawem kanonicznym, diakon – także żonaty – nie jest już osobą świecką, ale duchownym.
Prace nad przywróceniem stałego diakonatu rozpoczęto w Polsce dopiero po przemianach ustrojowych przełomu lat 80. i 90. XX wieku. Do tej pory diakonat był w Polsce tylko stopniem przejściowym na drodze do kapłaństwa. Pierwszy diakon greckokatolicki nieprzeznaczony do kapłaństwa, Andrzej Chita, został wyświęcony w Polsce 17 marca 1993 roku, zaś pierwszy diakon stały rzymskokatolicki, Tomasz Chmielewski, przyjął święcenia 6 czerwca 2008 roku.

## Diakonat stały w dokumentach Soboru Watykańskiego II
Katolickie Kościoły wschodnie przez wiele wieków zachowały instytucję diakonatu stałego, lecz w Kościele łacińskim praktyka święcenia stałych diakonów zanikła bardzo wcześnie. Pierwsza decyzja przywrócenia diakonatu jako stałego stopnia hierarchii została podjęta na Soborze Trydenckim, lecz nie została zrealizowana. Wypełnienia doczekały się dopiero postanowienia biskupów zebranych na Soborze Watykańskim II. Ojcowie soborowi zarządzili w Konstytucji dogmatycznej o Kościele "Lumen Gentium", by zachować diakonat jako właściwy i trwały stopień hierarchiczny. Ponadto zdjęto z diakonów obowiązek bezżenności.
Soborowy Dekret o misyjnej działalności Kościoła stwierdza, że wskazane jest, aby ludzi, którzy spełniają prawdziwie diakońską posługę, głosząc słowo Boże jako katechiści, kierując w imieniu proboszcza i biskupa rozproszonymi wspólnotami chrześcijańskimi albo praktykując miłosierdzie w działalności społecznej czy charytatywnej, wzmocnić przez przekazane w tradycji od Apostołów nałożenie rąk i ściślej połączyć z ołtarzem, aby skuteczniej wypełniali oni swoją posługę dzięki sakramentalnej łasce diakonatu.

## Wprowadzenie diakonatu stałego w Kościele polskim
Diakonat stały jest w polskim katolicyzmie nowością. Zanikł bowiem w Kościele łacińskim jeszcze przed przybyciem pierwszych misjonarzy do Polski. Natomiast tuż po Soborze Watykańskim II biskupi polscy byli bardzo ostrożni z wprowadzaniem tej instytucji. Konferencja Episkopatu Polski podjęła ten temat dopiero po zakończeniu przemian ustrojowych w Polsce, gdy możliwość wprowadzenia diakonatu stałego odnotowano w dokumentach II Polskiego Synodu Plenarnego (1991–1999).
Pierwszym z Kościołów lokalnych w Polsce, gdzie przywrócono stały diakonat, była diecezja przemyska (obecnie archidiecezja przemysko-warszawska) obrządku bizantyjsko-ukraińskiego. Pierwszy diakon nieprzeznaczony do kapłaństwa po Soborze Watykańskim II, Andrzej Chita, został wyświęcony 17 marca 1993 roku.
20 czerwca 2001 roku Konferencja Episkopatu Polski postanowiła zwrócić się do Stolicy Apostolskiej z prośbą o pozwolenie na wprowadzenie w Polsce diakonatu stałego. Za przyjęciem tej uchwały było 70 biskupów, przeciw było 10, a 7 wstrzymało się od głosowania. 22 stycznia 2004 roku watykańska Kongregacja ds. Edukacji Katolickiej zatwierdziła na okres sześciu lat Wytyczne dotyczące formacji i posługi diakonów stałych w Polsce. Ponowne zatwierdzenie nieznacznie poprawionych Wytycznych nastąpiło 9 czerwca 2015 roku. Dokument został przyjęty także na okres sześciu lat.
6 stycznia 2005 roku bp Andrzej Suski jako pierwszy biskup diecezjalny w Polsce, wydał dekret wprowadzający diakonat stały w diecezji toruńskiej. Tym samym dekretem powołał do istnienia Ośrodek Formacji Diakonów Stałych w Przysieku pod Toruniem. W chwili powstania ośrodka formację do diakonatu podjęło dziesięciu żonatych kandydatów. Pierwszy rzymskokatolicki diakon stały w Polsce, Tomasz Chmielewski, został wyświęcony 6 czerwca 2008 roku w Toruniu przez biskupa toruńskiego Andrzeja Suskiego. Ośrodek w Przysieku funkcjonował do połowy 2008 roku, tj. do momentu zakończenia formacji przez pierwszych kandydatów. Następnie zawieszono jego działalność. W kolejnych latach ośrodki formacyjne dla kandydatów do diakonatu powołano do istnienia w innych diecezjach: w Drohiczynie, Warszawie, Opolu, Szczecinie, Ełku, Katowicach, Legnicy oraz w Elblągu (wspólny dla diecezji elbląskiej i archidiecezji warmińskiej). W 2018 roku wprowadzono diakonat stały w diecezji świdnickiej, a w 2019 roku – w archidiecezji łódzkiej.
W 2021 roku wprowadzono diakonat stały w diecezji legnickiej, a w październiku 2022 roku – w diecezji kieleckiej oraz diecezji rzeszowskiej.

## Wymagania stawiane kandydatom do święceń
Diakonem stałym może zostać w Polsce:
- mężczyzna żonaty – w wieku minimum 35 lat, posiadający minimum 5-letni staż małżeński;
- mężczyzna bezżenny – w wieku minimum 25 lat.

Diakoni stali w Polsce co do zasady pełnią posługę nieetatowo, stąd też kandydaci powinni mieć swoje stałe źródło utrzymania.
W przypadku kandydatów żonatych do uzyskania święceń niezbędna jest zgoda żony. Wyświęcony diakon żonaty nie może zawrzeć kolejnego małżeństwa po śmierci swojej żony, chyba że w drodze wyjątku uzyska zgodę własnego biskupa (np. w sytuacji, gdy ma małe dzieci na wychowaniu).
Kandydaci na diakonów stałych w Polsce muszą mieć ukończone studia wyższe z zakresu teologii. Są także zobowiązani do zrealizowania trzyletniej formacji i ukończenia studium uzupełniającego do diakonatu stałego.
Formacja do diakonatu stałego obejmuje następujące etapy:
- aspirantura (około 3 miesięcy) – ma na celu zdobycie przez aspirantów i ich małżonki podstawowej wiedzy o diakonacie, a także przygotowanie się do dojrzałej decyzji co do dalszej formacji; zakończona obrzędem przyjęcia do grona kandydatów do diakonatu;
- kandydatura (minimum 3 lata) – czas formacji teologicznej oraz praktycznego przygotowania do posługi; w spotkaniach formacyjnych (a przynajmniej w części z nich) uczestniczą także małżonki kandydatów; w tym czasie kandydaci do diakonatu przyjmują posługi lektora i akolity;
- bezpośrednie przygotowanie do święceń, w tym pięciodniowe rekolekcje zamknięte.

## Diakoni stali w Polsce
Do 13 maja 2023 roku wyświęcono w Polsce 91 stałych diakonów rzymskokatolickich: 86 żonatych oraz 5 celibatariuszy, w tym 2 zakonników (zakonnicy podjęli pracę poza granicami Polski).

### Diakoni stali w Polsce według diecezji
| Diecezja                            | Pierwsze święcenia diakonów stałych | Aktualna liczba diakonów stałych | Uwagi  |
| ----------------------------------- | ----------------------------------- | -------------------------------- | ------ |
| Metropolia białostocka              |                                     |                                  |        |
| Archidiecezja białostocka           | –                                   | 0                                |        |
| Diecezja drohiczyńska               | –                                   | 0                                |        |
| Diecezja łomżyńska                  | –                                   | 0                                |        |
| Metropolia częstochowska            |                                     |                                  |        |
| Archidiecezja częstochowska         | –                                   | 0                                |        |
| Diecezja radomska                   | –                                   | 0                                |        |
| Diecezja sosnowiecka                | –                                   | 0                                |        |
| Metropolia gdańska                  |                                     |                                  |        |
| Archidiecezja gdańska               | –                                   | 0                                |        |
| Diecezja pelplińska                 | 8 czerwca 2008                      | 2                                | [ 12 ] |
| Diecezja toruńska                   | 6 czerwca 2008                      | 3                                | [ 12 ] |
| Metropolia gnieźnieńska             |                                     |                                  |        |
| Archidiecezja gnieźnieńska          | –                                   | 0                                |        |
| Diecezja bydgoska                   | –                                   | 0                                |        |
| Diecezja włocławska                 | –                                   | 0                                |        |
| Metropolia katowicka                |                                     |                                  |        |
| Archidiecezja katowicka             | 24 października 2013                | 25                               | [ 13 ] |
| Diecezja gliwicka                   | 7 listopada 2015                    | 2                                | [ 12 ] |
| Diecezja opolska                    | 30 czerwca 2013                     | 10                               | [ 12 ] |
| Metropolia krakowska                |                                     |                                  |        |
| Archidiecezja krakowska             | –                                   | 0                                |        |
| Diecezja bielsko-żywiecka           | –                                   | 0                                |        |
| Diecezja kielecka                   | –                                   | 0                                |        |
| Diecezja tarnowska                  | –                                   | 0                                |        |
| Metropolia lubelska                 |                                     |                                  |        |
| Archidiecezja lubelska              | –                                   | 0                                |        |
| Diecezja sandomierska               | –                                   | 0                                |        |
| Diecezja siedlecka                  | –                                   | 0                                |        |
| Metropolia łódzka                   |                                     |                                  |        |
| Archidiecezja łódzka                | –                                   | 16                               |        |
| Diecezja łowicka                    | –                                   | 0                                |        |
| Metropolia poznańska                |                                     |                                  |        |
| Archidiecezja poznańska             | –                                   | 0                                |        |
| Diecezja kaliska                    | –                                   | 0                                |        |
| Metropolia przemyska                |                                     |                                  |        |
| Archidiecezja przemyska             | –                                   | 0                                |        |
| Diecezja rzeszowska                 | –                                   | 0                                |        |
| Diecezja zamojsko-lubaczowska       | –                                   | 0                                |        |
| Metropolia szczecińsko-kamieńska    |                                     |                                  |        |
| Archidiecezja szczecińsko-kamieńska | 18 czerwca 2016                     | 4                                | [ 12 ] |
| Diecezja koszalińsko-kołobrzeska    | –                                   | 0                                |        |
| Diecezja zielonogórsko-gorzowska    | 9 stycznia 2021                     | 2                                | [ 12 ] |
| Metropolia warmińska                |                                     |                                  |        |
| Archidiecezja warmińska             | 24 maja 2020                        | 2                                |        |
| Diecezja elbląska                   | 4 lipca 2020                        | 10                               |        |
| Diecezja ełcka                      | 20 grudnia 2009                     | 5                                | [ 12 ] |
| Metropolia warszawska               |                                     |                                  |        |
| Archidiecezja warszawska            | 9 sierpnia 2009                     | 5                                | [ 12 ] |
| Diecezja płocka                     | –                                   | 0                                |        |
| Diecezja warszawsko-praska          | 14 maja 2022                        | 5                                | [ 14 ] |
| Metropolia wrocławska               |                                     |                                  |        |
| Archidiecezja wrocławska            | –                                   | 0                                |        |
| Diecezja legnicka                   | 5 czerwca 2021                      | 7                                | [ 12 ] |
| Diecezja świdnicka                  | 10 sierpnia 2020                    | 2                                | [ 12 ] |
| Ordynariat Polowy Wojska Polskiego  | –                                   | 0                                |        |

### Diakoni stali wyświęceni w Polsce
| Lp.  | Imię i nazwisko              | Data święceń         | Diecezja / zgromadzenie zakonne     | Uwagi                                |
| ---- | ---------------------------- | -------------------- | ----------------------------------- | ------------------------------------ |
| 1.   | Tomasz Chmielewski           | 6 czerwca 2008       | diecezja toruńska                   | [ 12 ]                               |
| 2.   | Zbigniew Machnikowski        | 8 czerwca 2008       | diecezja pelplińska                 | [ 12 ]                               |
| 3.   | Bogdan Sadowski              | 9 sierpnia 2009      | archidiecezja warszawska            | [ 12 ]                               |
| 4.   | Stanisław Dziemian           | 20 grudnia 2009      | diecezja ełcka                      | [ 12 ]                               |
| 5.   | Mariusz Malinowski           | 19 grudnia 2010      | diecezja toruńska                   | [ 12 ]                               |
| 6.   | Waldemar Rozynkowski         | 5 listopada 2011     | diecezja toruńska                   | [ 12 ]                               |
| 7.   | Czesław Cebulla              | 30 czerwca 2013      | diecezja opolska                    | [ 12 ]                               |
| 8.   | Ryszard Kłoś                 | 30 czerwca 2013      | diecezja opolska                    | [ 12 ]                               |
| 9.   | Rudolf Syga                  | 30 czerwca 2013      | diecezja opolska                    | [ 12 ]                               |
| 10.  | Albert Karkosz               | 24 października 2013 | archidiecezja katowicka             | [ 12 ]                               |
| 11.  | Piotr Maciejewski            | 29 czerwca 2014      | archidiecezja warszawska            | [ 12 ]                               |
| 12.  | br. Benoît-Joseph            | 16 października 2014 | Monastyczne Wspólnoty Jerozolimskie | podjął posługę poza granicami Polski |
| 13.  | Piotr Joszko                 | 20 czerwca 2015      | diecezja opolska                    | [ 12 ]                               |
| 14.  | Rudolf Wilczek               | 27 czerwca 2015      | diecezja opolska                    | [ 12 ]                               |
| 15.  | Tadeusz Cieślik              | 23 września 2015     | archidiecezja katowicka             | [ 12 ]                               |
| 16.  | Bogdan Boruta                | 23 września 2015     | archidiecezja katowicka             | [ 12 ]                               |
| 17.  | Marek Czogalik               | 7 listopada 2015     | diecezja gliwicka                   | [ 12 ]                               |
| 18.  | Jan Ogrodzki                 | 22 listopada 2015    | archidiecezja warszawska            | [ 12 ]                               |
| 19.  | Marcin Gajda                 | 18 czerwca 2016      | archidiecezja szczecińsko-kamieńska | [ 12 ]                               |
| 20.  | Paweł Ziętek                 | 18 czerwca 2016      | archidiecezja szczecińsko-kamieńska | [ 12 ]                               |
| 21.  | Roman Wojciechowski          | 18 czerwca 2016      | archidiecezja szczecińsko-kamieńska | [ 12 ]                               |
| 22.  | Robert Marszałek             | 18 czerwca 2016      | archidiecezja szczecińsko-kamieńska | [ 12 ]                               |
| 23.  | Arkadiusz Grining            | 1 maja 2017          | diecezja ełcka                      | [ 12 ]                               |
| 24.  | Jan Konopko                  | 1 maja 2017          | diecezja ełcka                      | [ 12 ]                               |
| 25.  | Krzysztof Gładkowski         | 1 maja 2017          | diecezja ełcka                      | [ 12 ]                               |
| 26.  | Józef Suwalski               | 1 maja 2017          | diecezja ełcka                      | [ 12 ]                               |
| 27.  | Marek Dziony                 | 25 czerwca 2017      | diecezja opolska                    | celibatariusz                        |
| 28.  | br. Damian Lenckowski        | 25 czerwca 2017      | Wspólnota Apostołów Nadziei         | podjął posługę poza granicami Polski |
| 29.  | Tomasz Kosiek                | 8 grudnia 2017       | diecezja gliwicka                   | [ 12 ]                               |
| 30.  | Krystian Kukiełka            | 27 czerwca 2018      | archidiecezja katowicka             | [ 12 ]                               |
| 31.  | Andrzej Lwowski              | 28 czerwca 2018      | archidiecezja katowicka             | [ 12 ]                               |
| 32.  | Andrea Nardotto              | 28 czerwca 2018      | archidiecezja warszawska            | [ 12 ]                               |
| 33.  | Piotr Kowalczyk              | 28 czerwca 2019      | diecezja opolska                    | [ 12 ]                               |
| 34.  | Andrzej Wołodźko             | 24 maja 2020         | archidiecezja warmińska             | [ 12 ]                               |
| 35.  | Jacek Kowalski               | 24 maja 2020         | archidiecezja warmińska             | [ 12 ]                               |
| 36.  | Jerzy Demski                 | 29 czerwca 2020      | Administratura apostolska Atyrau    | podjął posługę poza granicami Polski |
| 37.  | Jarosław Duszak              | 29 czerwca 2020      | diecezja opolska                    | [ 12 ]                               |
| 38.  | Jarosław Baturewicz          | 4 lipca 2020         | diecezja elbląska                   | [ 12 ]                               |
| 39.  | Andrzej Chołaszczyński       | 4 lipca 2020         | diecezja elbląska                   | [ 12 ]                               |
| 40.  | Wojciech Handke              | 4 lipca 2020         | diecezja elbląska                   | [ 12 ]                               |
| 41.  | Szczepan Okrój               | 4 lipca 2020         | diecezja elbląska                   | [ 12 ]                               |
| 42.  | Maciej Stęplewski            | 4 lipca 2020         | diecezja elbląska                   | [ 12 ]                               |
| 43.  | Krzysztof Szczepański        | 4 lipca 2020         | diecezja elbląska                   | [ 12 ]                               |
| 44.  | Tadeusz Dubicki              | 10 sierpnia 2020     | diecezja świdnicka                  | [ 12 ]                               |
| 45.  | Adam Runiewicz               | 9 stycznia 2021      | diecezja zielonogórsko-gorzowska    | [ 12 ]                               |
| 46.  | Dariusz Bak                  | 5 czerwca 2021       | diecezja legnicka                   | [ 12 ]                               |
| 47.  | Wojciech Dąbrowski           | 5 czerwca 2021       | diecezja legnicka                   | [ 12 ]                               |
| 48.  | Adam Dylus                   | 20 czerwca 2021      | archidiecezja katowicka             | [ 12 ]                               |
| 49.  | Adam Larysz                  | 27 czerwca 2021      | archidiecezja katowicka             | [ 12 ]                               |
| 50.  | Krzysztof Łaszuk             | 3 lipca 2021         | diecezja elbląska                   | [ 12 ]                               |
| 51.  | Sebastian Olszewski          | 3 lipca 2021         | diecezja elbląska                   | [ 12 ]                               |
| 52.  | Piotr Maciejewski            | 3 lipca 2021         | diecezja elbląska                   | [ 12 ]                               |
| 53.  | Marek Serafinowicz           | 3 lipca 2021         | diecezja elbląska                   | [ 12 ]                               |
| 54.  | Zbigniew Szurek              | 8 lipca 2021         | archidiecezja katowicka             | [ 13 ]                               |
| 55.  | Sławomir Warzecha            | 15 lipca 2021        | archidiecezja katowicka             | [ 13 ]                               |
| 56.  | Robert Moczulski             | 22 lipca 2021        | archidiecezja katowicka             | [ 13 ]                               |
| 57.  | Ryszard Swoboda              | 7 lipca 2022         | diecezja legnicka                   | celibatariusz                        |
| 58.  | Kazimierz Wojciech Adamaszek | 14 maja 2022         | diecezja warszawsko-praska          | [ 14 ]                               |
| 59.  | Marek Chaciński              | 14 maja 2022         | diecezja warszawsko-praska          | [ 14 ]                               |
| 60.  | Artur Wiesław Elceser        | 14 maja 2022         | diecezja warszawsko-praska          | [ 14 ]                               |
| 61.  | Dariusz Kwiek                | 14 maja 2022         | diecezja warszawsko-praska          | [ 14 ]                               |
| 62.  | Roman Wojciechowski          | 14 maja 2022         | diecezja warszawsko-praska          | [ 14 ]                               |
| 63.  | Robert Bińkowski             | 14 maja 2022         | archidiecezja warszawska            | [ 15 ]                               |
| 64.  | Sławomir Baranowski          | 28 maja 2022         | archidiecezja łódzka                | [ 16 ]                               |
| 65.  | Romuald Bosakowski           | 28 maja 2022         | archidiecezja łódzka                | celibatariusz                        |
| 66.  | Paweł Jan Chmura             | 28 maja 2022         | archidiecezja łódzka                | [ 16 ]                               |
| 67.  | Arkadiusz Dobiech            | 28 maja 2022         | archidiecezja łódzka                | [ 16 ]                               |
| 68.  | Bogdan Kosztyła              | 28 maja 2022         | archidiecezja łódzka                | [ 16 ]                               |
| 69.  | Jakub Kowalczyk              | 28 maja 2022         | archidiecezja łódzka                | [ 16 ]                               |
| 70.  | Dariusz Mroczek              | 28 maja 2022         | archidiecezja łódzka                | [ 16 ]                               |
| 71.  | Sebastian Piątkowski         | 28 maja 2022         | archidiecezja łódzka                | [ 16 ]                               |
| 72.  | Paweł Pietrala               | 28 maja 2022         | archidiecezja łódzka                | [ 16 ]                               |
| 73.  | Adam Rychlik                 | 28 maja 2022         | archidiecezja łódzka                | [ 16 ]                               |
| 74.  | Adrian Seliga                | 28 maja 2022         | archidiecezja łódzka                | [ 16 ]                               |
| 75.  | Piotr Sobczyński             | 28 maja 2022         | archidiecezja łódzka                | [ 16 ]                               |
| 76.  | Adam Surma                   | 28 maja 2022         | archidiecezja łódzka                | [ 16 ]                               |
| 77.  | Sławomir Szewczyk            | 28 maja 2022         | archidiecezja łódzka                | [ 16 ]                               |
| 78.  | Adam Tataradziński           | 28 maja 2022         | archidiecezja łódzka                | [ 16 ]                               |
| 79.  | Jarosław Wójtowicz           | 28 maja 2022         | archidiecezja łódzka                | [ 16 ]                               |
| 80.  | Mariusz Kaletka              | 14 czerwca 2022      | archidiecezja katowicka             | [ 17 ]                               |
| 81.  | Bartosz Kaczmarczyk          | 18 czerwca 2022      | archidiecezja katowicka             | [ 18 ]                               |
| 82.  | Krzysztof Kurpanik           | 18 czerwca 2022      | archidiecezja katowicka             | [ 18 ]                               |
| 83.  | Jarosław Danach              | 21 czerwca 2022      | archidiecezja katowicka             | [ 13 ]                               |
| 84.  | Krzysztof Jamrozy            | 23 czerwca 2022      | archidiecezja katowicka             | [ 13 ]                               |
| 85.  | Marek Dytkowski              | 25 czerwca 2022      | archidiecezja katowicka             | [ 13 ]                               |
| 86.  | Marek Hadalski               | 25 czerwca 2022      | archidiecezja katowicka             | [ 13 ]                               |
| 87.  | Henryk Smolny                | 28 czerwca 2022      | diecezja świdnicka                  | [ 19 ]                               |
| 88.  | Zbigniew Kieras              | 13 maja 2023         | diecezja legnicka                   | [ 12 ]                               |
| 89.  | Rafał Koronkiewicz           | 13 maja 2023         | diecezja legnicka                   | [ 12 ]                               |
| 90.  | Paweł Słota                  | 13 maja 2023         | diecezja legnicka                   | [ 12 ]                               |
| 91.  | Piotr Sztuba                 | 13 maja 2023         | diecezja legnicka                   | [ 12 ]                               |
| 92.  | Dariusz Długajczyk           | 25 maja 2023         | archidiecezja katowicka             | [ 13 ]                               |
| 93.  | Paweł Konkol                 | 10 czerwca 2023      | archidiecezja katowicka             | [ 13 ]                               |
| 94.  | Jan Gil                      | 21 czerwca 2023      | archidiecezja katowicka             | [ 13 ]                               |
| 95.  | Mariusz Grondys              | 27 sierpnia 2023     | diecezja zielonogórsko-gorzowska    | [ potrzebny przypis ]                |
| 96.  | Robert Rogala                | 20 grudnia 2023      | archidiecezja warszawska            | [ potrzebny przypis ]                |
| 97.  | Krzysztof Klimontko          | 6 kwietnia 2024      | archidiecezja katowicka             | [ 13 ]                               |
| 98.  | Krzysztof Kaput              | 9 kwietnia 2024      | archidiecezja katowicka             | [ 13 ]                               |
| 99.  | Dariusz Kuniszyk             | 11 kwietnia 2024     | archidiecezja katowicka             | [ 13 ]                               |
| 100. | Krzysztof Pakuza             | 22 kwietnia 2024     | archidiecezja katowicka             | [ 13 ]                               |
| 101. | Rafał Maliszewski            | 27 kwietnia 2024     | diecezja pelplińska                 |                                      |
| 102. | Robert Dubel                 | 18 maja 2024         | archidiecezja katowicka             | [ 13 ]                               |

## Diakoni greckokatoliccy nieprzeznaczeni do kapłaństwa
W Kościele rzymskokatolickim ewentualna decyzja o wprowadzeniu diakonatu stałego w diecezji należy do biskupa. Jednakże, w przypadku Kościołów wschodnich katolickich, ojcowie soborowi wprost nakazali wznowienie instytucji trwałego diakonatu wszędzie tam, gdzie wyszła ona ze zwyczaju.
Do 22 stycznia 2020 roku wyświęcono w Polsce 6 diakonów greckokatolickich nieprzeznaczonych do kapłaństwa (5 żonatych i 1 zakonnika – bazylianina).
| Lp. | Imię i nazwisko       | Data święceń         | Uwagi      |
| --- | --------------------- | -------------------- | ---------- |
| 1.  | Andrzej Chita         | 17 marca 1993        | [ 12 ]     |
| 2.  | br. Bogdan Pietnoczko | 28 października 2000 | bazylianin |
| 3.  | Piotr Siwicki         | 30 listopada 2003    | [ 12 ]     |
| 4.  | Włodzimierz Kaczmar   | 26 września 2010     | [ 12 ]     |
| 5.  | Włodzimierz Mosorow   | 5 marca 2017         | [ 12 ]     |
| 6.  | Bogdan Pietnoczka     | 26 czerwca 2017      | [ 12 ]     |